# Solanum argentinum
La hierba de los perros (Solanum argentinum) es una especie de planta fanerógama perteneciente a la familia de las Solanáceas. Es originaria de Argentina y Bolivia.

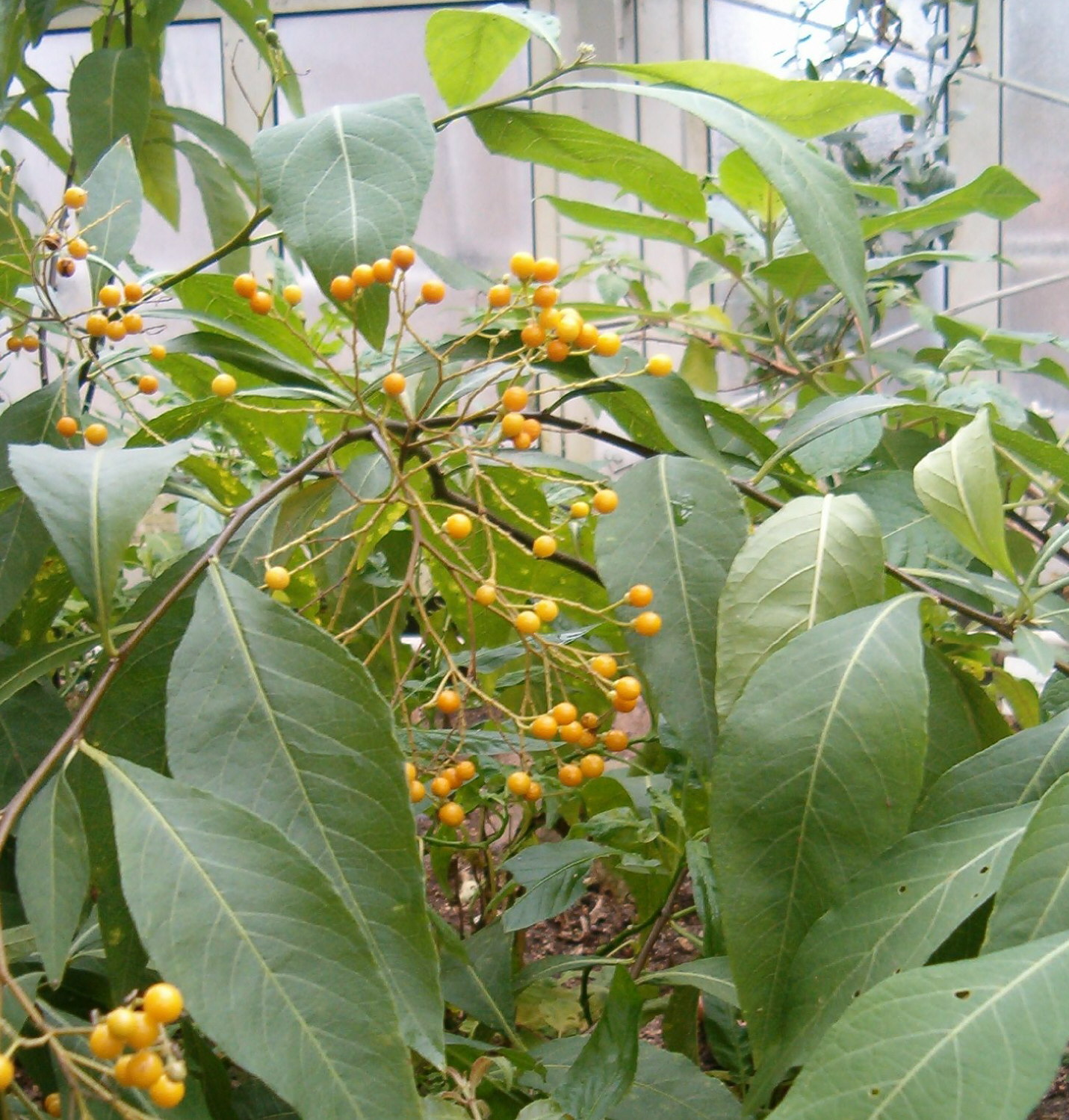
Frutos

## Taxonomía
Solanum argentinum fue descrita por Bitter & Lillo y publicado en Repertorium Specierum Novarum Regni Vegetabilis 12: 547. 1913.
Etimología
Solanum: nombre genérico que deriva del vocablo Latíno equivalente al Griego στρνχνος (strychnos) para designar el Solanum nigrum (la “Hierba mora”) —y probablemente otras especies del género, incluida la berenjena— , ya empleado por Plinio el Viejo en su Historia naturalis (21, 177 y 27, 132) y, antes, por Aulus Cornelius Celsus en De Re Medica (II, 33). Podría ser relacionado con el Latín sol. -is, “el sol”, debido a que la planta sería propia de sitios algo soleados.
argentinum: epíteto geográfico que alude a su localización en Argentina.
Sinonimia
- Solanum argentinum var. chroniotrichum Bitter
- Solanum cervantesii Lag.
- Solanum chroniotrichum (Bitter) C.V. Morton[6]